# Aloe dorotheae
Aloe dorotheae är en grästrädsväxtart som beskrevs av Alwin Berger. Aloe dorotheae ingår i släktet Aloe och familjen grästrädsväxter. IUCN kategoriserar arten globalt som akut hotad. Inga underarter finns listade i Catalogue of Life.

## Bildgalleri

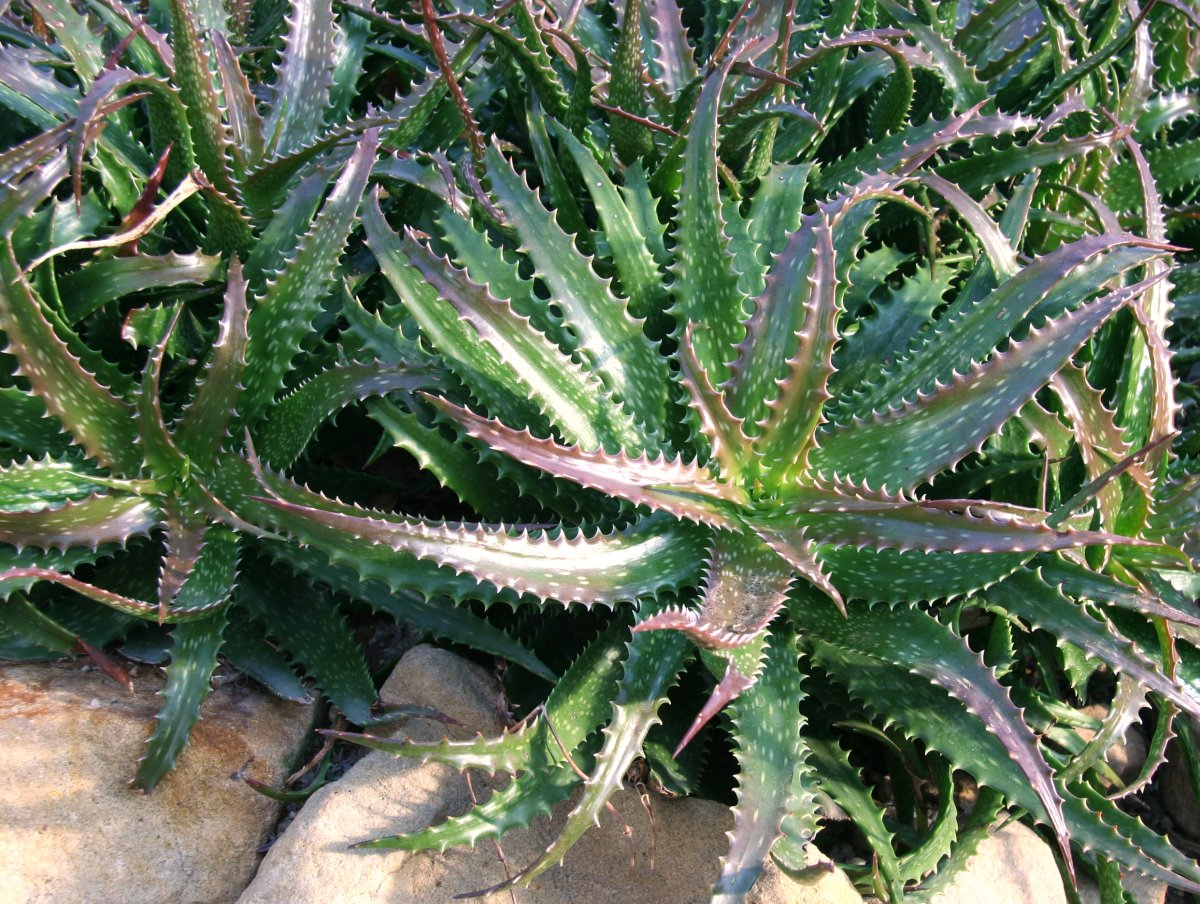
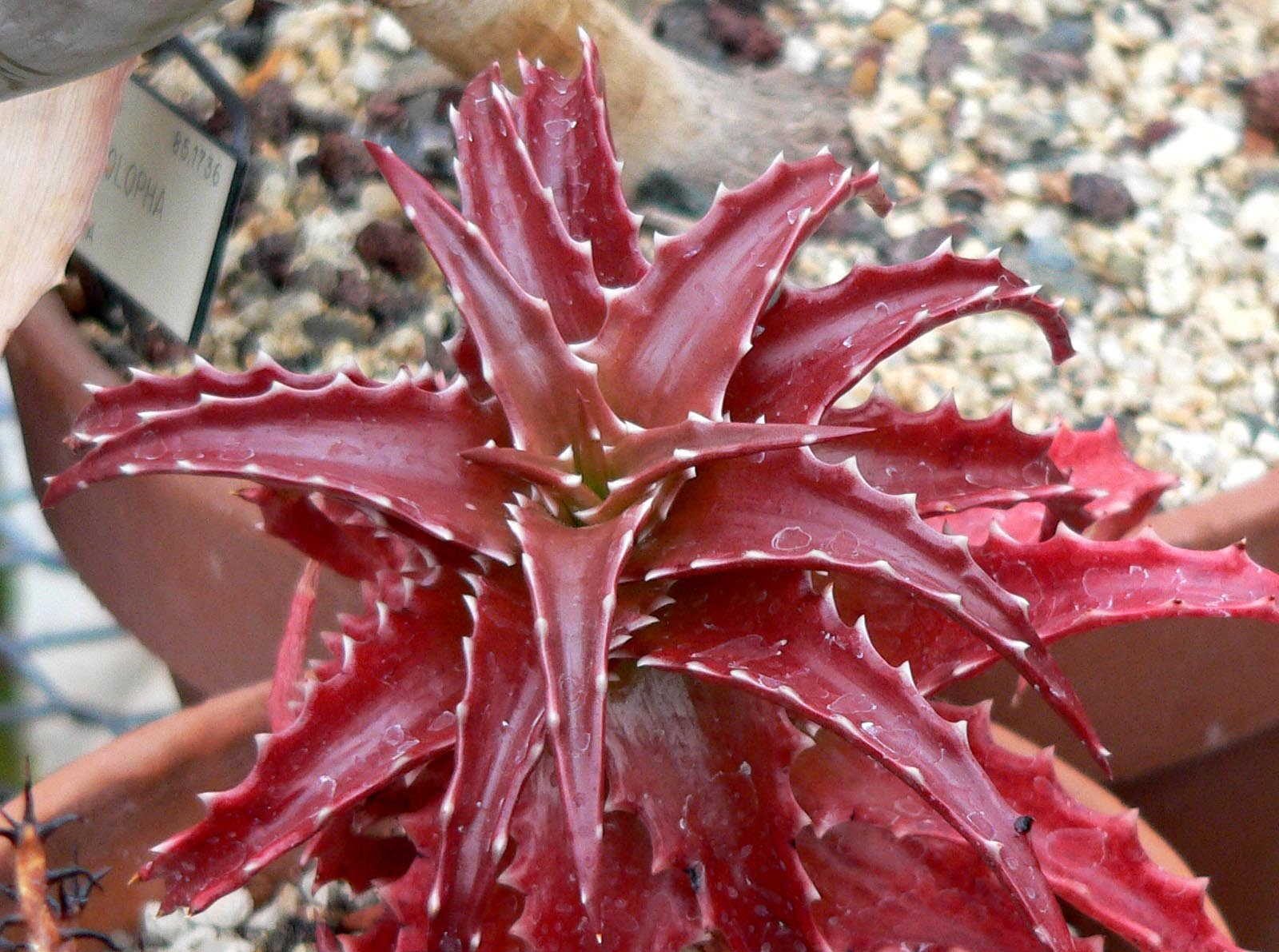
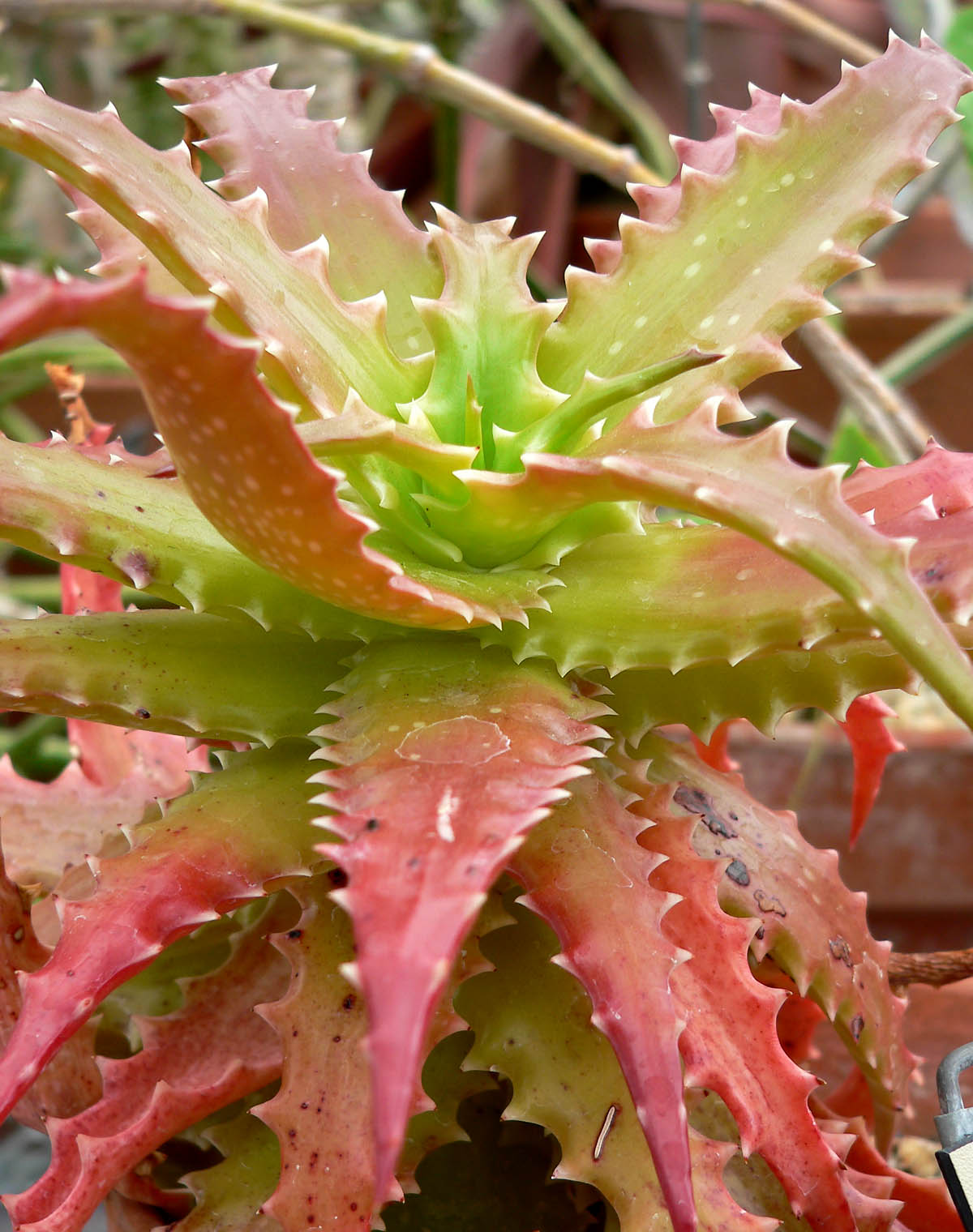
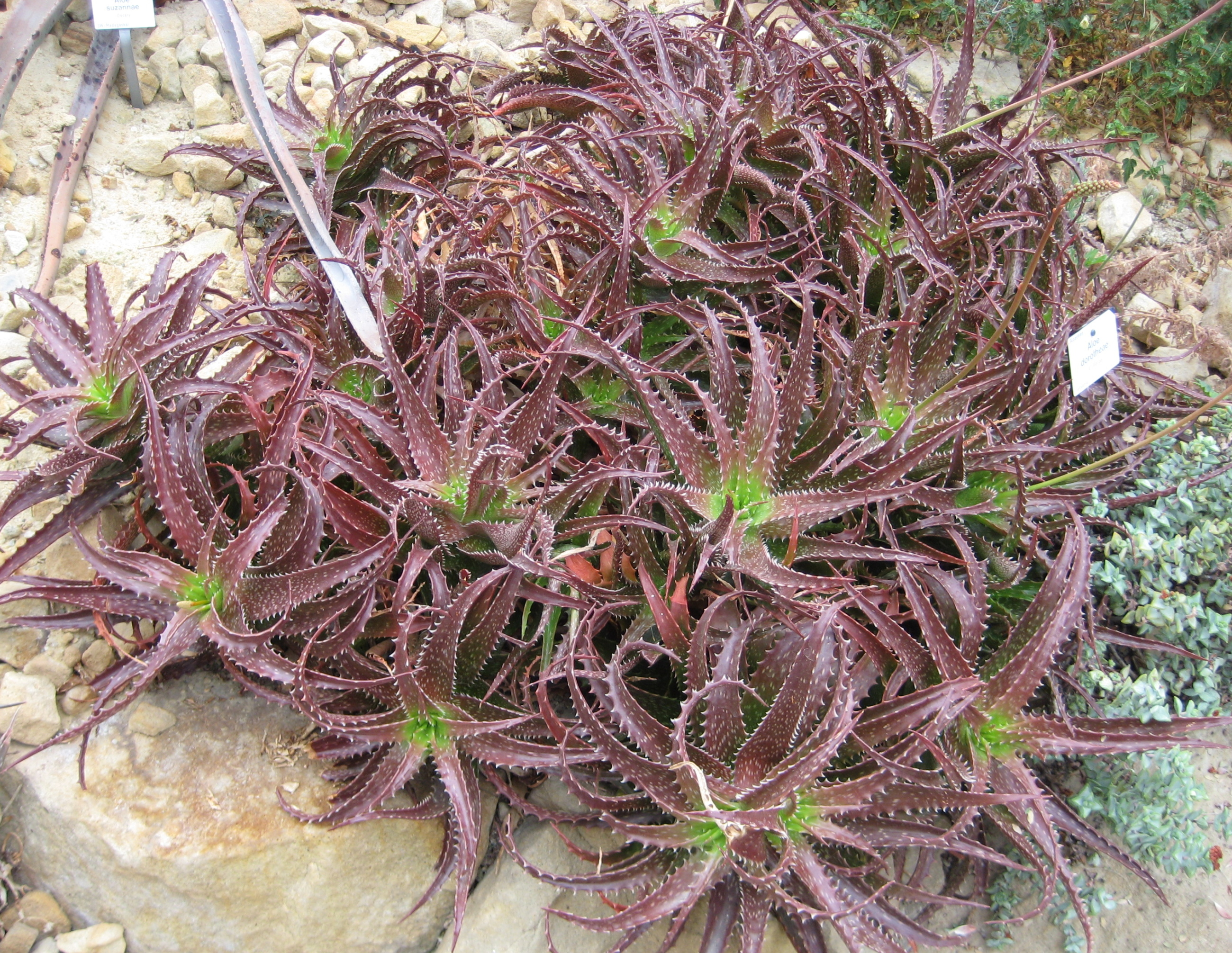
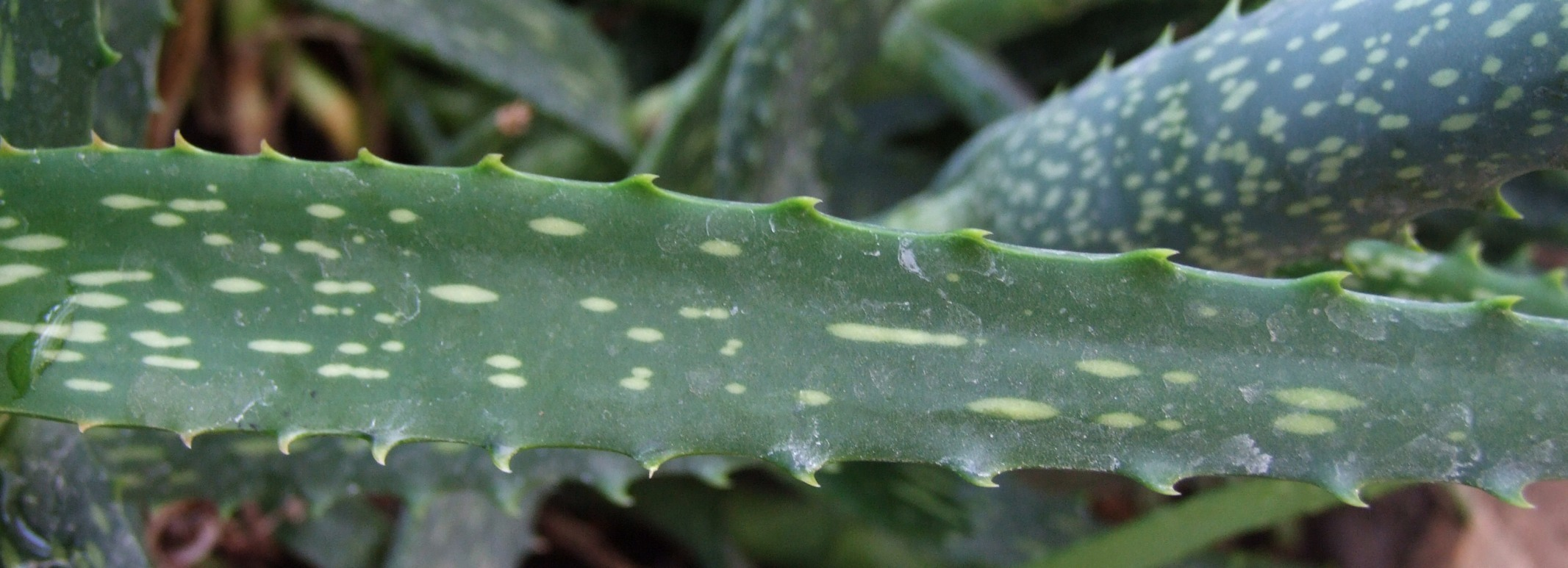
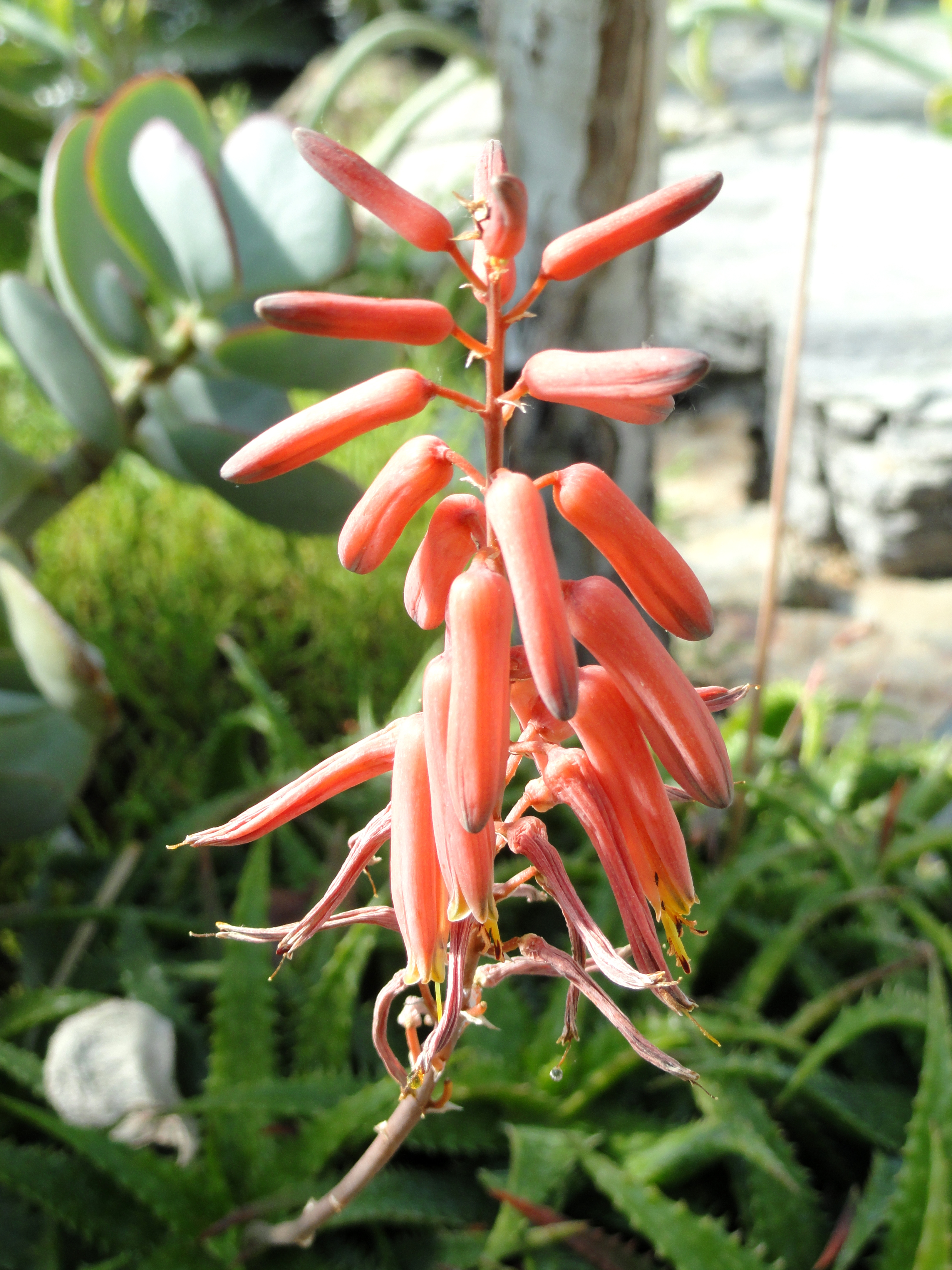